# パリュサティス
パリュサティス（古代ギリシア語: Παρύσατις、Parysatis、紀元前5世紀）は、アケメネス朝ペルシア帝国のダレイオス2世の異母妹であり王妃。ダレイオスとは兄弟姉妹婚であった。

## 生涯
パリュサティスは、大王アルタクセルクセス1世とバビロンのアンディア（Andia）の間に庶子として生まれた。このため、クセルクセス2世、ソグディアノス、ダレイオス2世の異母妹にあたる。パリュサティスは、異母兄のひとりであるダレイオスと結婚し、アルタクセルクセス2世、キュロス（小キュロス）、オスタネス（Ostanes）、オクサトレス（Oxathres）と4人の息子をもうけた。結婚後、ダレイオスが王位を継いだため、王妃となった。
息子たちの中でもパリュサティスのお気に入りはキュロスで、紀元前407年ころに、まだ十代の若者であったキュロスにアナトリア西部の総指揮権が与えられたのは、パリュサティスの影響力のためであった。夫であるダレイオス2世が死去した際、パリュサティスは歳若いキュロスを後継者に推したが、アルタクセルクセス2世が後継者となった。キュロスが兄であるアルタクセルクセス2世の殺害を企てていると、サトラップ（太守）ティッサフェルネスが告発したときには、アルタクセルクセス2世がキュロスを赦すよう働きかけた。キュロスがクナクサの戦いで敗北し、戦死したとき、パリュサティスはティッサフェルネスに息子の死の責任があると糾弾した。後にティッサフェルネスは、パリュサティスの命令で暗殺された。
小惑星パリサティスは、パリュサティスにちなんで命名された。